# Compsoceridius gounellei
Compsoceridius gounellei là một loài bọ cánh cứng trong họ Cerambycidae.